# Облизні
Облизні — смажені дрібні пиріжки з прісного тіста з начинкою.
Облизні роблять з прісного тіста, використовуючи сирівець та борошно. Для начинки беруть варення. З тонкого тіста виробляють маленькі плястерки, як на вареники, ставлять начинку, заліплюють та обсмажують на гарячій сковороді у великій кількості олії до золотистого кольору.

## Особливості приготування
1 чашку сирівцю, чайну ложку олії і цукру до смаку, тісто густо замісити, тонко роскачувать, накласти на коржик варення і заліпить. Смажити в олії так, щоб плавали.
Облизні є традиційною етнічною стравою української кухні.